# Anton Egon von Fürstenberg
Anton Egon von Fürstenberg (ur. 23 kwietnia 1656 w Monachium, zm. 10 października 1716 w Wermsdorf) – książę, saski polityk i dworzanin, z pochodzenia Bawarczyk.

## Życiorys
Pochodził z południowoniemieckiej rodziny arystokratycznej, której wielu przedstawicieli robiło karierę biskupią. W latach 1671–1674 odbywał grand tour, w czasie którego jego wuj biskup, a w przyszłości kardynał, Wilhelm Egon von Fürstenberg przedstawił go królowi Francji Ludwikowi XIV.
Po osiągnięciu pełnoletniości przebywał na dworze wiedeńskim, z którego został przejściowo wygnany w 1691.
Od 1697, dzięki wstawiennictwu saskiego kanclerza, znalazł się na dworze drezdeńskim. Szybko został faworytem króla Augusta II (elektora saskiego Fryderyka Augusta I).
W latach 1697–1716 był namiestnikiem królewskim w Saksonii (gdy August II Mocny przebywał w Polsce). Intrygi, które prowadzili August Ferdinand von Pflugk, Fürstenberg i Jakub Henryk Flemming, spowodowały niełaskę kanclerza Beichlingena, którego wraz z braćmi i bliskimi przyjaciółmi aresztowano w kwietniu 1703 roku. Szefem kancelarii po Beichlingu został Oberhofmarschall August Ferdinand von Pflugk, choć bez tytułu kanclerskiego. Do 1706, kiedy to powołany został Tajny Gabinet, na którego czele stanął Jakub Henryk Flemming, Pflugk rozdawał karty w saskiej polityce zagranicznej, blisko współpracując z Fürstenbergiem.
W 1705, podczas jarmarku w Lipsku, Anton Egon von Fürstenberg i Friedrich Vitzthum von Eckstädt zaproponowali w imieniu Augusta II hrabinie Annie Konstancji Hoym zajęcie u jego boku stanowiska maîtresse en titre.
Był odznaczony Orderem Orła Białego.